# ۲۸ نوامبر
۲۸ نوامبر در تقویم گرگوری، سیصد و سی و دومین (در سال‌های کبیسه سیصد و سی و سومین) روز سال است. ۳۳ روز تا پایان سال باقی است.

## رویدادها
- ۱۸۲۱ - استقلال پاناما از اسپانیا.
- ۱۹۶۰ - استقلال موریتانی از فرانسه.
- ۱۹۸۰ - عملیات مروارید در جنگ ایران و عراق. در این عملیات بیش از ۷۰درصد نیروی دریایی عراق نابود شد.
- ۱۹۸۳ - قرار دادن اولین ماژول آزمایشگاه فضایی توسط شاتل فضایی ناسا در مدار زمین

## زادروزها
- ۱۱۱۸ - مانوئل یکم کومننوس، امپراتور بیزانس.
- ۱۶۲۸ - جان بانیان، نویسنده و واعظ انگلیسی.
- ۱۶۳۲ - ژان-باپتیست لولی، آهنگساز فرانسوی زادهٔ ایتالیا.
- ۱۷۵۷ - ویلیام بلیک، شاعر و نقاش بریتانیایی و مبدع نوع جدیدی از شعر در زبان انگلیسی.
- ۱۸۱۰ - ویلیام فرود، مهندس انگلستانی و متخصص هیدرودینامیک.
- ۱۸۲۰ - فریدریش انگلس، فیلسوف و انقلابی کمونیست آلمانی و نزدیک‌ترین هم‌کار کارل مارکس[۲]
- ۱۸۶۶ - هنری بیکن، معمار آمریکایی.
- ۱۸۸۱ - اشتفان تسوایگ، رمان‌نویس، نمایشنامه‌نویس، روزنامه‌نویس و زندگینامه‌نویس اتریشی.
- ۱۸۸۷ - ارنست روم، وی به عنوان افسر در جریان جنگ جهانی اول برای ارتش آلمان فعالیت کرد و پس از جنگ به حزب نازی پیوست. وی بنیانگذار گردان طوفان (SA) و فرمانده نیروهای شبه نظامی حزب نازی بود. ارنست روهم در جریان شب دشنه‌های بلند به دستور هیتلر به قتل رسید.
- ۱۸۹۴ - هنری هزلیت، اقتصاددان، فیلسوف، روشنفکر عمومی طرفدار بازار آزاد، منتقد ادبی و روزنامه‌نگار لیبرترین آمریکایی.
- ۱۹۰۴ - جیمز ایستلند، سناتور سابق عضو حزب دموکرات ایالات متحده آمریکا.
- ۱۹۰۷ - آلبرتو موراویا، یکی از رمان‌نویسان برجسته ایتالیا در سدهٔ بیستم.
- ۱۹۰۸ - کلود لوی-استروس، قوم‌شناس و انسان‌شناس فرانسوی و از نظریه‌پردازان انسان‌شناسی مدرن.
- ۱۹۱۴ - فؤاد نصار، سیاستمدار کمونیست فلسطینی. [۳]
- ۱۹۲۴ - دنیس بروتوس، یک فعال اجتماعی، آموزگار، روزنامه‌نگار و شاعر اهل آفریقای جنوبی بود که بیشتر به خاطر مبارزاتش برای ممنوع شدن شرکت آفریقای جنوبی زمان رژیم آپارتاید در بازی‌های المپیک معروف است.
- ۱۹۲۹ - بری گوردی، تهیه‌کننده موسیقی، ترانه‌سرا، استعدادیاب و مؤسس شرکت معروف نشر آثار موسیقی به نام موتاون رکوردز.
- ۱۹۳۱ – میکل فرر، بازیکن فوتبال اهل اسپانیا (د. ۲۰۲۱)
- ۱۹۳۲ - گاتو باربیری، نوازنده ساکسوفون جاز اهل آرژانتین.
- ۱۹۳۶ - گری هارت، سناتور سابق عضو حزب دموکرات ایالات متحده آمریکا.
- ۱۹۴۷ - ماریا فارانتوری، خوانندهٔ یونانی و فعال سیاسی و اجتماعی.
- ۱۹۵۰ - اد هریس، بازیگر آمریکایی-انگلیسی.
- ۱۹۵۰ - راسل هالس، فیزیک‌دان آمریکایی است که برنده جایزه نوبل فیزیک با مشارکت مشاور تزش جوزف تیلور در سال ۱۹۹۳. آنها این جایزه را به خاطر تحقیقاتشان در مورد «پژوهش دربارهٔ نیروهای گرانشی ناشی از تپ‌اخترها» دریافت کردند.
- ۱۹۵۱ - باربارا مورگان، فضانورد اهل کشور ایالات متحده آمریکا.
- ۱۹۵۵ - آلساندرو آلتوبلی، بازیکن فوتبال و مهاجم اهل ایتالیا.
- ۱۹۶۰ - جان گالیانو، طراح مد بریتانیایی و طراح ارشدِ شرکتِ مدِ فرانسویِ ژیوانشی، کریستین دیور اس. آ. و شرکت خود با نام جان گالیانو.
- ۱۹۶۱ - آلفونسو کوارون، کارگردان، نویسنده و تهیه‌کننده سینما.
- ۱۹۶۲ - جان استوارت، از شخصیت‌های مشهور تلویزیونی آمریکا.
- ۱۹۶۴ - مایکل بنت، سناتور ایالت کلرادو در سنای ایالات متحده آمریکا.
- ۱۹۶۷ - آنا نیکول اسمیت، مدل و هنرپیشه آمریکایی.
- ۱۹۶۹ - لکسینگتون استیل، برنده فستیوال فیلمهای پورنوگرافیک آمریکا، در رشته‌های بازیگری و کارگردانی. مالک شرکتهای مرسنری موشن پیکچر و بلک وایکینگ پیکچر کورپوریشن.
- ۱۹۷۴ - اپل.دی.اپ، رپر و عضو گروه بلک آید پیز.
- ۱۹۷۵ - تاکاشی شیمودا، بازیکن فوتبال اهل ژاپن و عضو تیم ملی فوتبال ژاپن.
- ۱۹۷۵ - سفی افراتی، نوازنده اسرائیلی گیتار بیس در گروه بلک فیلد.
- ۱۹۷۷ - فابیو گروسو، فوتبالیست ایتالیایی و بازیکن تیم یوونتوس در سری آ ایتالیا.
- ۱۹۸۰ - استوارت تیلور، دروازه‌بان فوتبال.
- ۱۹۸۲ - حسن همایون، شاعر و روزنامه نگار ایرانی
- ۱۹۸۴ - اندرو بوگوت، بازیکن ملی پوش و حرفه‌ای بسکتبال لیگ ان بی ای.
- ۱۹۸۴ - مری الیزابت وینستد، بازیگر آمریکایی.
- ۱۹۸۵ - کیتلین مک‌کلاتچی،شناگر شناگر اهل بریتانیا
- ۱۹۹۴ – لارا دبانه، مدل اهل مصر

## مرگ‌ها
- ۷۴۱ - گرگوری سوم، یکی از پاپ‌های کلیسای کاتولیک رم.
- ۱۶۶۷ - ژان ته ونو، جهانگرد فرانسوی
- ۱۶۸۰ - جیان لورنزو برنینی، هنرمند ایتالیایی.
- ۱۶۹۴ - ماتسوئو باشو، بزرگ‌ترین و نام‌آورترین شاعر هایکوسرای ژاپنی.
- ۱۶۹۸ - لویی دو فرونتناک، فرماندار فرانسه نو میان سال‌های ۱۶۷۲ تا ۱۶۸۲ و نیز از ۱۶۸۹ تا زمان مرگش.
- ۱۸۵۹ - واشنگتن ایروینگ، نویسنده و سیاست‌مدار آمریکایی.
- ۱۸۷۲ - ماری سومروایل، دانشمند همه چیز دان و نویسندهٔ مقالات علمی اسکاتلندی.
- ۱۹۲۱ - عبدالبهاء، جانشین پیامبر دیانت بهائی.
- ۱۹۱۵ - مبارک الصباح، امیر بزرگ کویت.
- ۱۹۳۹ - جیمز نای‌اسمیت، مربی ورزش اهلکانادا و از مبتکران ورزش بسکتبال.
- ۱۹۵۳ - فرانک اولسن، دانشمند ارتش آمریکا.
- ۱۹۵۴ - انریکو فرمی، فیزیک‌دان ایتالیایی.
- ۱۹۶۰ - ریچارد رایت، نویسنده آمریکایی آفریقایی‌تبار مکتب رئالیسم.
- ۱۹۶۸ - انید بلایتون، از نویسندگان محبوب ادبیات کودک و نوجوان اهل انگلستان.
- ۱۹۷۳ - مارت بیبسکو، رمان‌نویس و مقاله‌نویس قرن نوزدهم میلادی اهل فرانسه.
- ۱۹۹۴ - جفری دامر، آدم‌کش آمریکایی.
- ۲۰۱۰ - لسلی نیلسن، بازیگر کمدین و آمریکایی - کانادایی.
- ۲۰۱۷ - شادیه، خواننده و بازیگر مصری.

## اعیاد
- روز ملی کشور آلبانی
- روز نیروی دریایی ارتش ایران
- روز جمهوری کشور بروندی
- روز جمهوری کشور چاد